# 巴西县
巴西县，中國古县名。
隋开皇元年（581年）改巴中县为巴西县，因县治为巴西郡治地，故得名。开皇三年（583年）全国政区实行州、县二级制，废除巴西郡，巴西县属潼州。1283年（元世祖至元二十年）实行“省县入州”制，州治所在地不再设县，以州代县。于是巴西县撤销，原县境域为绵州直辖。